# Trichaspis
Trichaspis es un género de escarabajos  de la familia Chrysomelidae. En 1911 Spaeth describió el género. Contiene las siguientes especies:
- Trichaspis hincksi (Shaw, 1961)
- Trichaspis pilosa (Spaeth, 1911)
- Trichaspis pilosula (Boheman, 1862)